# Raffreddamento a turbina

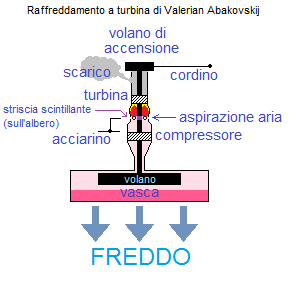
raffreddamento a turbina di Valerian Abakovskij

 Il raffreddamento a turbina è un semplice metodo di condizionamento dell'aria ideato dall'ingegnere analfabeta Valerian Abakovskij (lo stesso autore del famoso Aerowagon) nel 1921 in Russia. Esso consiste in una vasca di evaporazione (contenente tipicamente benzina) nella quale la depressione viene creata per aspirazione da una turbina alimentata dalla combustione della stessa benzina evaporata. L'aria comburente veniva aspirata per effetto Venturi direttamente dall'ambiente tramite dei buchi posti sulla tubazione del compressore. Veniva usato principalmente nei vagoni per trasporto di derrate alimentari. Non poteva raggiungere temperature molto sotto lo zero e non era molto efficiente, ma aveva il pregio di non necessitare di corrente elettrica, e perciò durante le brevi estati russe consentiva una maggiore conservabilità delle derrate trasportate da treni non dotati di impianto elettrico ed una maggiore durata nel percorso rispetto al caricamento di ghiaccio. Aveva la caratteristica di autoregolarsi, poiché a seconda della temperatura ambientale era la relativa capacità di evaporazione a determinare automaticamente la potenza stessa erogata dalla turbina in un dato momento, per cui nella costruzione l'ampiezza della vasca di evaporazione veniva calibrata per ottenere permanentemente la temperatura standard sulla quale si intendeva utilizzarlo (tipicamente 4 C°), non necessitava perciò di termostato e non era possibile regolarlo a piacimento: con temperature ambientali basse l'evaporazione diminuiva naturalmente e quindi con essa per difetto di carburante la velocità di rotazione della turbina, mentre con temperature ambientali alte essa si incrementava determinando a sua volta una maggior capacità di evaporazione per aspirazione e quindi di raffreddamento della vasca. Sempre per lo stesso motivo (per difetto di evaporazione), con temperature ambientali ancor più basse esso si spegneva spontaneamente; era poi necessario riaccenderlo manualmente. L'accensione avveniva tramite cordino a strappo e acciarino introdotto temporaneamente all'interno di uno dei buchi di aspirazione dell'aria, grattando esso durante la rotazione iniziale in apposita striscia scintillante calettata sull'asse rotante. Era dotato di un pesante volano, di una bacinella per la raccolta dell'umidità condensata, ed emetteva un forte fischio dallo scarico. I primi esemplari prodotti si ruppero molto presto per via della cattiva qualità dei materiali usati e dell'usura causata dall'assenza di filtro dell'aria (cui successivamente rimediarono di propria iniziativa i ferrovieri avvolgendo uno strofinaccio attorno al tubo durante i sabati comunisti) e non fu possibile ripristinarli. Abakovskij ricevette in premio una cisba ed una citazione da Lenin (ma morì poco dopo nell'incidente dell'aerowagon). Non furono prodotti molti esemplari, e cadde progressivamente in disuso sotto Stalin. Alcuni rimasero in Cina fino agli anni 50.